# Corythalia serrapophysis
Corythalia serrapophysis là một loài nhện trong họ Salticidae.
Loài này thuộc chi Corythalia. Corythalia serrapophysis được Ralph Vary Chamberlin & Wilton Ivie miêu tả năm 1936.